# P&V Verzekeringen
P&V Verzekeringen is een merk van de P&V Groep (P&V Verzekeringen CV), een Belgische coöperatieve verzekeringsmaatschappij. Ze werd opgericht in 1907 door de Belgische Werkliedenpartij als de Prévoyance Sociale (PS, Sociale Voorzorg) en werd achtereenvolgens geleid door Louis Bertrand, Joseph Lemaire en Jacques Forest. 
In 1980 was het de 6de grootste verzekeraar van België. In 1993 werd de naam veranderd in P&V, afgeleid van Prévoyance en Voorzorg. In de jaren 90 nam P&V Bank Nagelmackers over en voegde ze samen met spaarbank Codep, die ze eerder had verworven. In 2001 liet P&V Nagelmackers fuseren met Delta Lloyd. In 2015 werd Delta Lloyd verkocht en werd de naam Nagelmackers opnieuw bovengehaald door P&V. In 2010 telde het bedrijf 1822 personeelsleden, eind 2020 waren dat nog 1590 mensen. Het is anno 2020 de zevende grootste verzekeringsmaatschappij in België.
Sinds de jaren 1930 besteedde de verzekeringsmaatschappij een deel van haar winsten aan sociale werken. In 2000 werd daartoe de P&V Stichting opgericht, die sindsdien autonoom werkt van de verzekeraar. Sinds 2005 reikt de stichting jaarlijks een Burgerschapsprijs uit.